# Houghton Estate
Houghton Estate, kurz Houghton, ist ein Stadtteil der Metropolgemeinde City of Johannesburg in Südafrika. Er gehört teils zur Stadtregion F, der Innenstadt Johannesburgs, teils zur Stadtregion E.

## Geographie
Houghton Estate liegt unmittelbar nordöstlich der Johannesburger City. 2011 lebten dort 7867 Menschen auf einer Fläche von 6,94 km².
Upper Houghton liegt im Süden und Südosten des Gebiets auf dem Kamm des Witwatersrand. Es ist als National Heritage Area (etwa: „Gebiet des nationalen Erbes“) ausgewiesen und gehört zu einem Großteil zur Stadtregion F.
Lower Houghton liegt nördlich davon in flacherem Gelände und weist anders als Upper Houghton ein rechtwinkliges Straßensystem auf. Es gehört mit einem kleinen Teil von Upper Houghton zur Stadtregion E, die auch das nördlich gelegene Sandton umfasst.

## Geschichte
Der Stadtteil entstand um 1900 als Wohnort wohlhabender Bürger. Er wurde von der Johannesburg Consolidated Investment Company entwickelt. Der Wahlkreis Houghton wurde lange von Helen Suzman gehalten, die lange Zeit die einzige Abgeordnete der Progressive Party im House of Assembly war.
Im Jahr 1992 bezog der spätere Präsident Südafrikas, Nelson Mandela, ein Haus in Lower Houghton. 1998, nach der Hochzeit mit Graça Machel, zog er in ein größeres Wohnhaus im selben Stadtteil, wo er 2013 starb.

## Bauwerke

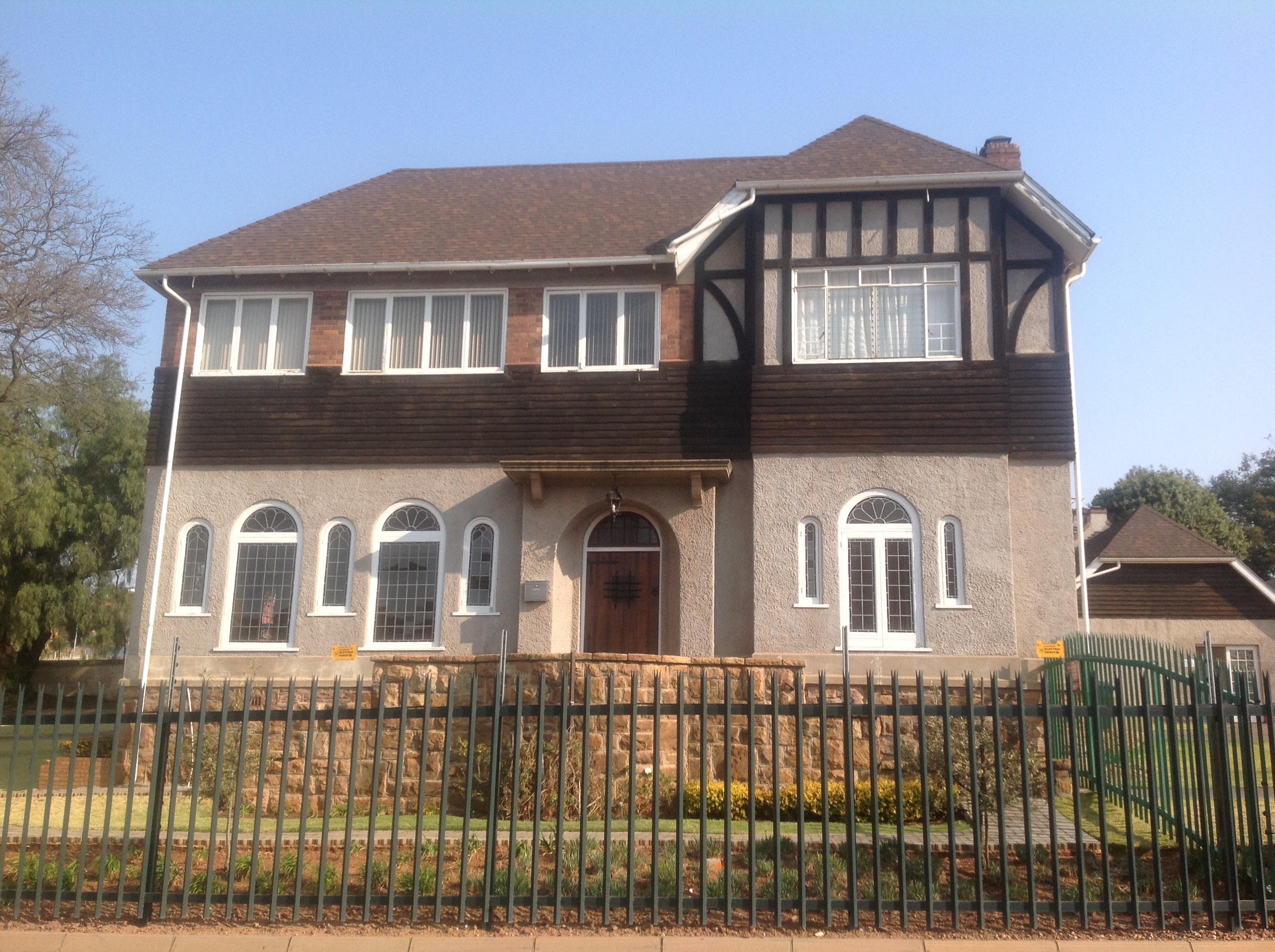
Villa The Wilds in Upper Houghton

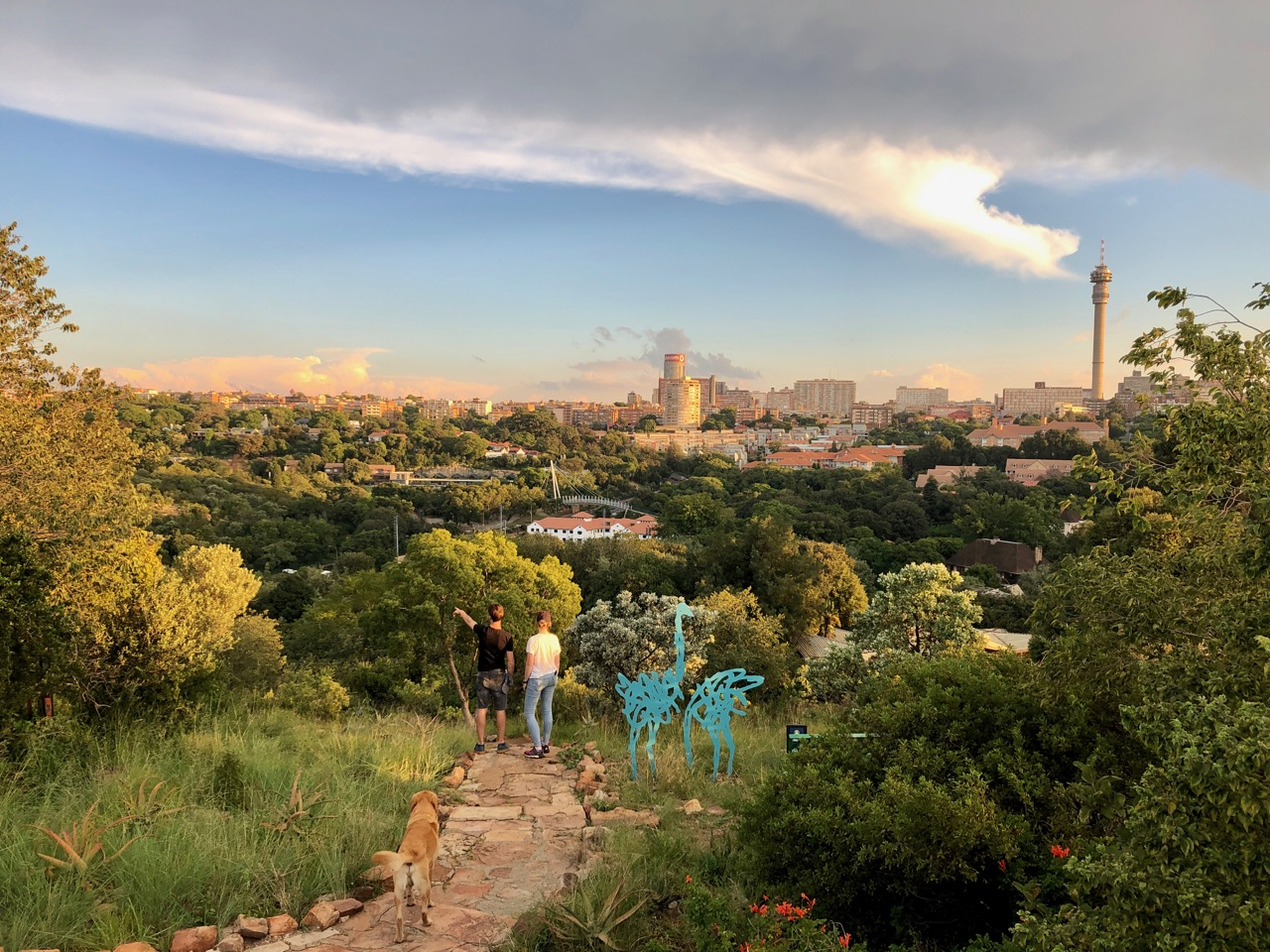
Blick auf das Zentrum von Johannesburg vom Park The Wilds

In dem Stadtteil stehen viele Villen, Apartmenthäuser und Bürogebäude. Einige ältere Wohnhäuser wurden im Art-Deco-Stil gebaut, darunter der 1936 entstandene Lauriston Court und die zwei Jahre später errichteten Houghton Heights. Ebenfalls in den 1930er Jahren entstanden dem Stil des Architekten Le Corbusier nachempfundene Wohnhäuser, darunter das 1935 entstandene House Stern in Lower Houghton. An vielen Stellen haben Neubauten die traditionellen Häuser ersetzt. The Houghton ist ein luxuriöser Komplex mit Apartments und Hotel.
Die Synagoge West Street Shul steht in der West Street. Nach dem Ende der Apartheid siedelten sich viele Muslime in Houghton an. Auf dem Gelände eines Musallā entstand 2011 die Moschee Mashid ul Furqaan, 2013 wurde in der West Street die Moschee Houghton Masjid errichtet.
Die King Edward VII School for Boys wurde in der Gründungsphase des Stadtteils erbaut.
Nelson Mandelas 1992 bezogenes Wohnhaus steht in der 13th Avenue, sein späteres Wohnhaus an der Ecke 4th Street/12th Avenue. Das Verwaltungsgebäude der Nelson Mandela Foundation befindet sich westlich davon in der Central Street.

## Verkehr
Der Motorway 1 (M1, Jan Smuts Avenue) verläuft als Nord-Süd-Verbindung durch Houghton Estate. Auch die M11 (als Louis Botha Avenue), M16, M20, M31 und R25 führen durch Houghton Estate oder begrenzen den Stadtteil.

## Sonstiges
- In Houghton Estate gibt es zwei Golfplätze und – im Süden des Stadtteils – den Park The Wilds.
- Houghton Estate ist Sitz des African Jewish Congress.
- Die private Rundfunkanstalt Power 98.7 hat ihren Sitz in der Central Street[9]